# MBTPS2
MBTPS2 (англ. Membrane bound transcription factor peptidase, site 2) – білок, який кодується однойменним геном, розташованим у людей на короткому плечі X-хромосоми. Довжина поліпептидного ланцюга білка становить 519 амінокислот, а молекулярна маса — 57 444.
| 10         |  | 20         |  | 30         |  | 40         |  | 50         |
| ---------- |  | ---------- |  | ---------- |  | ---------- |  | ---------- |
| MIPVSLVVVV |  | VGGWTVVYLT |  | DLVLKSSVYF |  | KHSYEDWLEN |  | NGLSISPFHI |
| RWQTAVFNRA |  | FYSWGRRKAR |  | MLYQWFNFGM |  | VFGVIAMFSS |  | FFLLGKTLMQ |
| TLAQMMADSP |  | SSYSSSSSSS |  | SSSSSSSSSS |  | SSSSSSLHNE |  | QVLQVVVPGI |
| NLPVNQLTYF |  | FTAVLISGVV |  | HEIGHGIAAI |  | REQVRFNGFG |  | IFLFIIYPGA |
| FVDLFTTHLQ |  | LISPVQQLRI |  | FCAGIWHNFV |  | LALLGILALV |  | LLPVILLPFY |
| YTGVGVLITE |  | VAEDSPAIGP |  | RGLFVGDLVT |  | HLQDCPVTNV |  | QDWNECLDTI |
| AYEPQIGYCI |  | SASTLQQLSF |  | PVRAYKRLDG |  | STECCNNHSL |  | TDVCFSYRNN |
| FNKRLHTCLP |  | ARKAVEATQV |  | CRTNKDCKKS |  | SSSSFCIIPS |  | LETHTRLIKV |
| KHPPQIDMLY |  | VGHPLHLHYT |  | VSITSFIPRF |  | NFLSIDLPVV |  | VETFVKYLIS |
| LSGALAIVNA |  | VPCFALDGQW |  | ILNSFLDATL |  | TSVIGDNDVK |  | DLIGFFILLG |
| GSVLLAANVT |  | LGLWMVTAR  |  |            |  |            |  |            |

A: Аланін

C: Цистеїн

D: Аспарагінова кислота

E: Глутамінова кислота

F: Фенілаланін

G: Гліцин

H: Гістидин

I: Ізолейцин

K: Лізин

L: Лейцин

M: Метіонін

N: Аспарагін

P: Пролін

Q: Глутамін

R: Аргінін

S: Серин

T: Треонін

V: Валін

W: Триптофан

Кодований геном білок за функціями належить до гідролаз, протеаз, металопротеаз. 
Задіяний у таких біологічних процесах, як метаболізм ліпідів, метаболізм холестеролу, метаболізм стероїдів, метаболізм стеролів. 
Білок має сайт для зв'язування з іонами металів, іоном цинку. 
Локалізований у цитоплазмі, мембрані.